# Ralph Bard

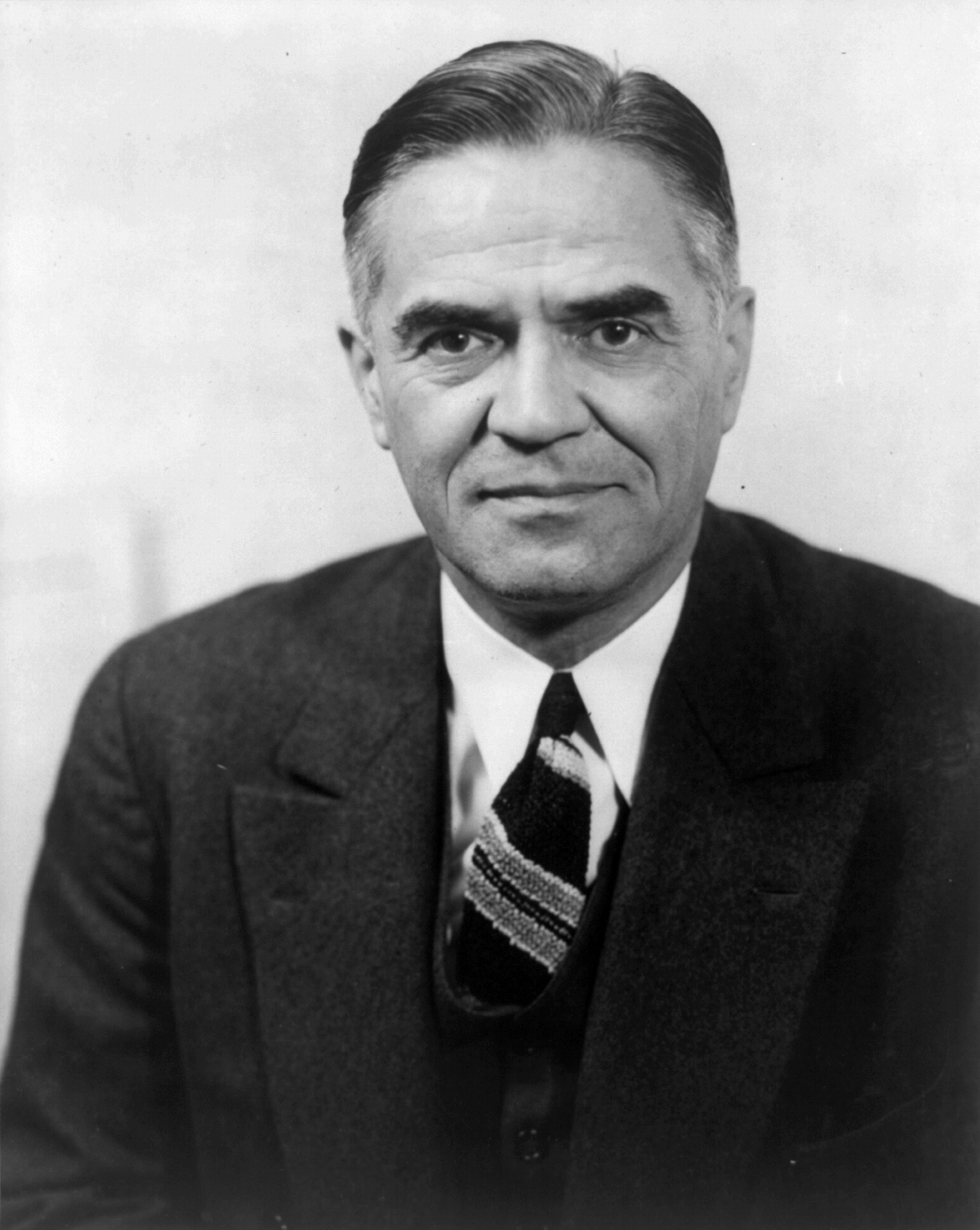
Ralph Auston Bard

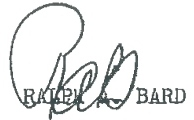
Signatur von R. A. Bard

Ralph Austin Bard (* 29. Juli 1884 in Cleveland, Ohio; † 5. April 1975 in Deerfield, Illinois) war hoher Beamter der US Navy.
Er war eines der acht Mitglieder im Interim Committee, das US-Präsident Harry S. Truman beim Einsatz der Atombombe beriet.
Im Jahr 1945 schrieb er ein Memorandum an den Kriegsminister Henry L. Stimson, in dem er darauf drängte, Japan vor dem Einsatz der Atombombe eine Warnung zu überreichen.